# 霍登角
66°15′22″S 100°31′32″E / 66.25611°S 100.52556°E
霍登角是南極洲的海岬，位於瑪麗皇后地，處於邦傑山脈西北端，由澳大利亞的探險家率領的探險隊發現，現時由南極條約體系管理。